# Lemat o π- i λ-układach
Lemat o π- i λ-układach – lemat łączący koncepty π-układu i λ-układu, po raz pierwszy pojawił się w pracach Wacława Sierpińskiego. Dla potrzeb rachunku prawdopodobieństwa odkrył go ponownie Eugene Dynkin.

## Uwaga
Jeśli rodzina {\displaystyle {\mathcal {A}}} podzbiorów zbioru {\displaystyle \Omega } jest jednocześnie π-układem i λ-układem podzbiorów zbioru {\displaystyle \Omega ,} to jest ona σ-ciałem podzbiorów zbioru {\displaystyle \Omega .}

### Dowód
1. Pokażemy, że {\displaystyle \emptyset \in {\mathcal {A}}}
  - Ponieważ {\displaystyle {\mathcal {A}}} jest λ-układem:
  - {\displaystyle \Omega \in {\mathcal {A}}}
  - oraz {\displaystyle \Omega \subset \Omega \Rightarrow \Omega \setminus \Omega =\emptyset \in {\mathcal {A}}}
2. Następnie wykażemy, że {\displaystyle A\in {\mathcal {A}}\Rightarrow \Omega \setminus A\in {\mathcal {A}}}
  - {\displaystyle A\in {\mathcal {A}},\Omega \in {\mathcal {A}}}
  - więc z własności λ-układu:
  - {\displaystyle A\subset \Omega \Rightarrow \Omega \setminus A\in {\mathcal {A}}}
3. Pozostaje do pokazania: {\displaystyle A_{1},A_{2},\dots \in {\mathcal {A}}\Rightarrow \bigcup \limits _{i=1}^{\infty }A_{i}\in {\mathcal {A}}}
  - Ustalmy dowolnie {\displaystyle A_{1},A_{2},\dots \in {\mathcal {A}}}
  - Wówczas także (λ-układ): {\displaystyle \Omega \setminus A_{1},\Omega \setminus A_{2},\dots \in {\mathcal {A}}}
  - Korzystając z własności π-układu mamy: {\displaystyle \bigcap \limits _{i=1}^{n}(\Omega \setminus A_{i})\in {\mathcal {A}},n\in \mathbb {N} }
  - Ale {\displaystyle \bigcap \limits _{i=1}^{n}(\Omega \setminus A_{i})=\Omega \setminus \bigcup \limits _{i=1}^{n}A_{i}.} Wobec tego, również: {\displaystyle \Omega \setminus \left(\Omega \setminus \bigcup \limits _{i=1}^{n}A_{i}\right)=\bigcup \limits _{i=1}^{n}A_{i}\in {\mathcal {A}}.}
  - Zdefiniujmy wstępujący ciąg zbiorów, postaci: {\displaystyle B_{1}=A_{1},B_{2}=A_{1}\cup A_{2},B_{3}=A_{1}\cup A_{2}\cup A_{3},\dots }
  - Ciąg zbiorów {\displaystyle (B_{n})_{n\in \mathbb {N} }} jest wstępującym ciągiem zbiorów należących do (λ-układu) {\displaystyle {\mathcal {A}}.} Wobec tego:

{\displaystyle \bigcup \limits _{i=1}^{\infty }A_{i}=\bigcup \limits _{i=1}^{\infty }B_{i}\in {\mathcal {A}}}

## Lemat
Jeśli λ-układ {\displaystyle {\mathcal {L}}} podzbiorów zbioru {\displaystyle \Omega } zawiera π-układ {\displaystyle {\mathcal {H}},} to {\displaystyle {\mathcal {L}}} zawiera {\displaystyle \sigma ({\mathcal {H}}),} czyli σ-ciało generowane przez {\displaystyle {\mathcal {H}}.}

## Dowód
- Zdefiniujmy: {\displaystyle {\mathcal {L}}_{0}=\bigcap \{{\mathcal {C}}\subset 2^{\Omega }:{\mathcal {C}}} jest λ-układem oraz {\displaystyle {\mathcal {H}}\subset {\mathcal {C}}\}}
- {\displaystyle {\mathcal {H}}\subset {\mathcal {L}}_{0}}
- {\displaystyle {\mathcal {L}}_{0}} jest λ-układem
- Pokażemy, że {\displaystyle {\mathcal {L}}_{0}} jest także π-układem:
  - Niech {\displaystyle {\mathcal {L}}_{1}:=\{A\subset \Omega :\bigwedge \limits _{B\in {\mathcal {H}}}(A\cap B)\in {\mathcal {L}}_{0}\}}
  - {\displaystyle {\mathcal {H}}\subset {\mathcal {L}}_{1}}
  - {\displaystyle {\mathcal {L}}_{1}} jest λ-układem
  - Ponieważ {\displaystyle {\mathcal {L}}_{0}} jest najmniejszym λ-układem zawierającym {\displaystyle {\mathcal {H}}} mamy: {\displaystyle {\mathcal {L}}_{0}\subset {\mathcal {L}}_{1}}
  - tzn. {\displaystyle \bigwedge \limits _{A\in {\mathcal {L}}_{0}}\bigwedge \limits _{B\in {\mathcal {H}}}(A\cap B\in {\mathcal {L}}_{0})\quad (*)}
  - Niech {\displaystyle {\mathcal {L}}_{2}:=\{B\subset \Omega :\bigwedge \limits _{A\in {\mathcal {L}}_{0}}(A\cap B\in {\mathcal {L}}_{0})\}}
  - korzystając z {\displaystyle (*)} otrzymujemy {\displaystyle {\mathcal {H}}\subset {\mathcal {L}}_{2}}
  - {\displaystyle {\mathcal {L}}_{2}} jest λ-układem
  - {\displaystyle {\mathcal {L}}_{0}\subset {\mathcal {L}}_{2}}
  - tzn. {\displaystyle \bigwedge \limits _{A\in {\mathcal {L}}_{0}}\bigwedge \limits _{B\in {\mathcal {L}}_{0}}(A\cap B\in {\mathcal {L}}_{0})}
- {\displaystyle {\mathcal {L}}_{0}} jest więc π-układem
- Korzystając z uwagi wnioskujemy, że {\displaystyle {\mathcal {L}}_{0}} jest σ-ciałem podzbiorów zbioru {\displaystyle \Omega } zawierającym π-układ {\displaystyle {\mathcal {H}}}
- Wobec tego {\displaystyle \sigma ({\mathcal {H}})\subset {\mathcal {L}}_{0}\subset {\mathcal {L}}\quad \Box }